# Asks kyrka, Skåne
Asks kyrka är en kyrkobyggnad i Ask. Den är församlingskyrka i Kågeröd-Röstånga församling i Lunds stift.
Kyrkan har långhus med västtorn, kor och vapenhus. Den är byggd av gråsten och är putsad och vitmålad. Kyrkan är byggd 1876-77 enligt Ernst Jacobssons ritningar.

## Kyrkobyggnaden

### Historia
Ask kyrka byggdes 1876-1877. Den gamla kyrkan var romansk och det kan också funnits en stavkyrka i trä. Den medeltida kyrkan från 1100-1200-talet bestod av långhus, kor och absid och var byggd av gråsten, med hörn fönster- och portalomfattningar i sandsten. Den hade gått genom vissa ombyggnader, bl.a. hade ett sydligt vapenhus kommit till och en västförlängning, samt en läktare. En  klockstapel fanns nordöst om kyrkan.  Befolkningsökningen under 1800-talet gjorde att kyrkan blev för liten. Ask församling hade över 1 000 invånare 1871. Den gamla kyrkan hade 250 sittplatser och några läktarplatser. 1876 revs den medeltida kyrkan och den nya kyrkan började byggas
Ritningar gjordes först av den lokale byggmästaren P. Lundgren. Ritningarna godkändes inte av överintendents-ämbetet. De bearbetades av ämbetets arkitekt i Stockholm, Ernst Jakobsson.  Kyrkobyggmästaren Nils Andersson från Malmö utförde arbetet. Detta var hans trettonde kyrkbygge. Både synemännen som församlingen berömde hans arbete. Predikstolen och altardelen gjorde han några förändringar för utanför ritningen, vilket gav dessa ett mycket vidare och vackrare utseende. Målaren C. Wahl från Malmö utförde målararbetet. Långskeppet har en vacker portal åt södra sidan. Tornet med spira och kors har en höjd av nära 50½ meter. Den nya kyrkan rymde 500 personer.  Taktäckningen var med ekspån på långhus och kor, samt skiffer på tornet med plåt på spiran. Kyrkan kostade 38 000 kr. Till det installerades också en orgel för 4 000 kr. Invigningen av kyrkan skedde 18 november 1877. Invigningsförrättare var Lunds stifts biskop Wilhelm Flensburg assisterad av kontraktsprosten Lindfors i Reslöf, kyrkoherden Dr. Bring i Torrlösa, kyrkoherden J. H. Hägglund i Malmö, pastor Kruce från Trollenäs, församlingens kyrkoherde och vice pastorn. Nära 2 000 personer trängde ihop sig i kyrkan för att övervara invigningen.
Kyrkan fick byggnadstekniska problem. Både golv och tak blev i dåligt skick. Golvet hade angripits av svamp och 1888 byttes golv till cement och ett nytt tak byggdes.1925 lades tegeltak. En inre ommålning gjordes 1927 av målarmästare Edvard Dahlström i samråd med domkyrkoarkitekt Theodor Wåhlin. Kyrkan har ett flertal gånger under årens lopp putslagats och kalkats in och utvändigt. På 1950-talet skedde en ny omfattande renovering. 1972 fick tornspiran kopparplåt. Väntrum och toalett tillkom 1989. Fasaden har renoverats bland annat 1984 och 1998.

## Inventarier
- Altartavlan är målad 1905 av Mattias Taube och är en avmålning av Carl Blochs Kristi opstandelse (originalet är i Sankt Jakobs Kirke i Köpenhamn). Altaruppsatsen från 1877 av trä, målad i mörk träimitation, är sammanbyggd med altarskranket.  Altaruppsatsen har ett bakstycke som en tempelgavel. Bilden är omgiven av en förgylld rundbåge och spiralvridna kolonner. En rikt dekorerad trekantsgavel kröner uppsatsen.
- Dopfunten av sandsten är medeltida men renoverad och förvanskad på 1870-talet. Cuppan är nedåt rundad, i ovankant finns en repstav och en vulst nedtill. Foten, som är sekundär, är fyrsidig, nästan pyramidformad med inhuggen dekor. Ett dopfat av mässing, förmodligen från sent 1600-tal eller tidigt 1700-tal och kanske tillverkad i Tyskland, ligger på funten.
- Från den gamla predikstolen finns de fyra evangelisterna kvar och är nu upphängda på södra väggen. Predikstolen är från 1877 med målningar från 1951. Målningarna är gjorda av Kaj Siesjö efter förlagor av Pär Siegård.
- Bänkinredningen är från 1877. Bänkarna målades om 1951. Bänkarna är slutna med sidostycken med rundad överdel.
- Ett triumfkrucifix från 1500-talet är bevarat från den gamla kyrkan. Den hänger på norra väggen.
- Klocka av malm som är gjuten 1751. Den är dekorerad med akantusfriser, inskriptioner och människofigurer.  Klocka av malm som är gjuten 1961 av M E Ohlsson klockgjuteri, Ystad. Klockan har inskriptioner.

### Orgel
- 1877 byggde Anders Victor Lundahl, Malmö en orgel med 12 stämmor.
- Den nuvarande orgeln byggdes 1951 av Frederiksborgs Orgelbyggeri, Hilleröd, Danmark och är en mekanisk orgel.

| Huvudverk I  | Svällverk II      | Pedal       | Koppel |
| Principal 8´ | Rörflöjt 8´       | Subbas 16´  | I/P    |
| Gedackt 8'   | Täckflöjt 4'      | Oktavbas 8´ | II/P   |
| Oktava 4'    | Kvintadena 2'     | Oktavbas 4' | II/I   |
| Rörflöjt 4'  | Oktava 1'         | Fagott 16'  |        |
| Oktava 2'    | Krumhorn 8'       |             |        |
| Mixtur 3 kor | Crescendosvällare |             |        |

## Galleri

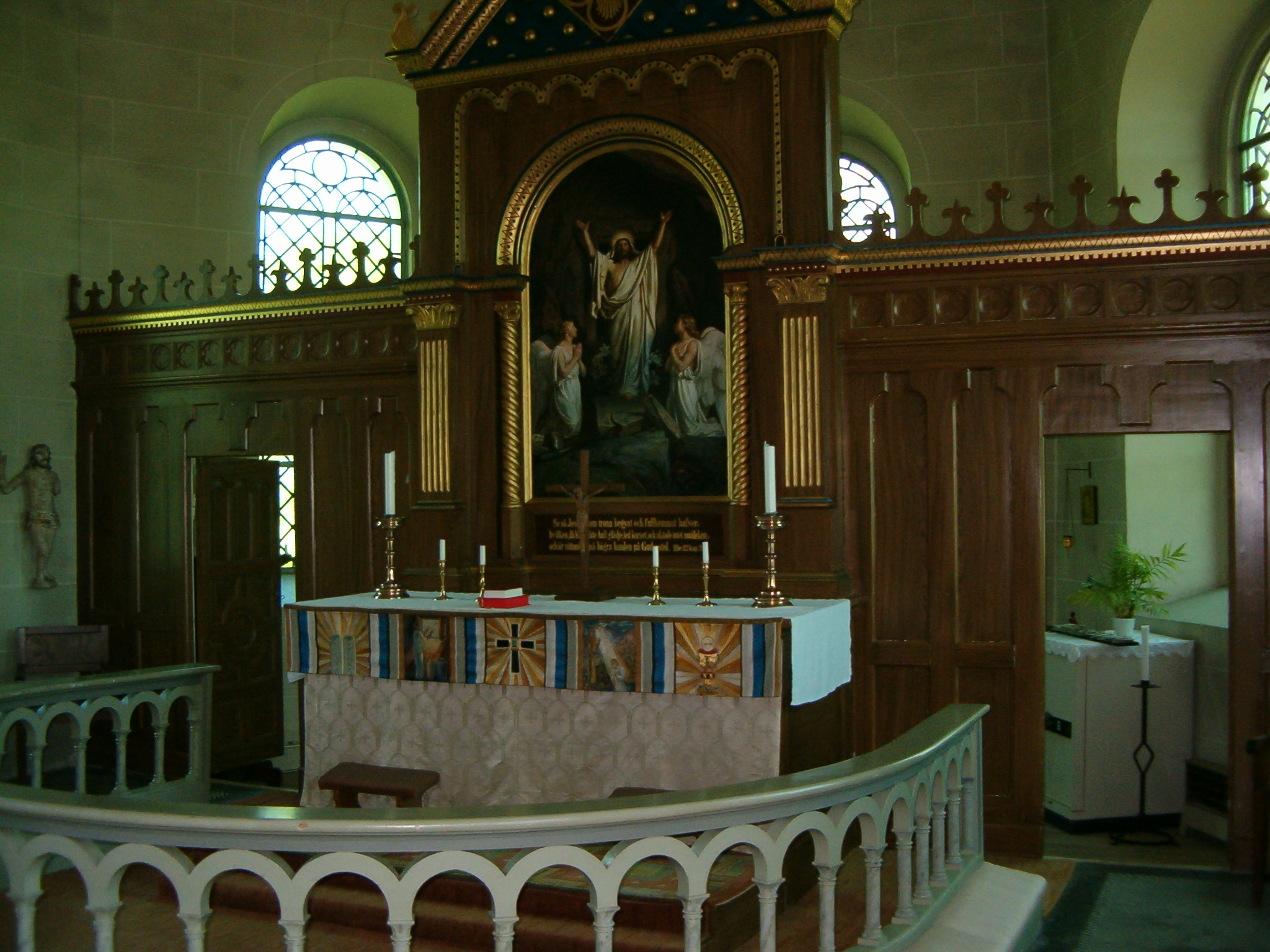
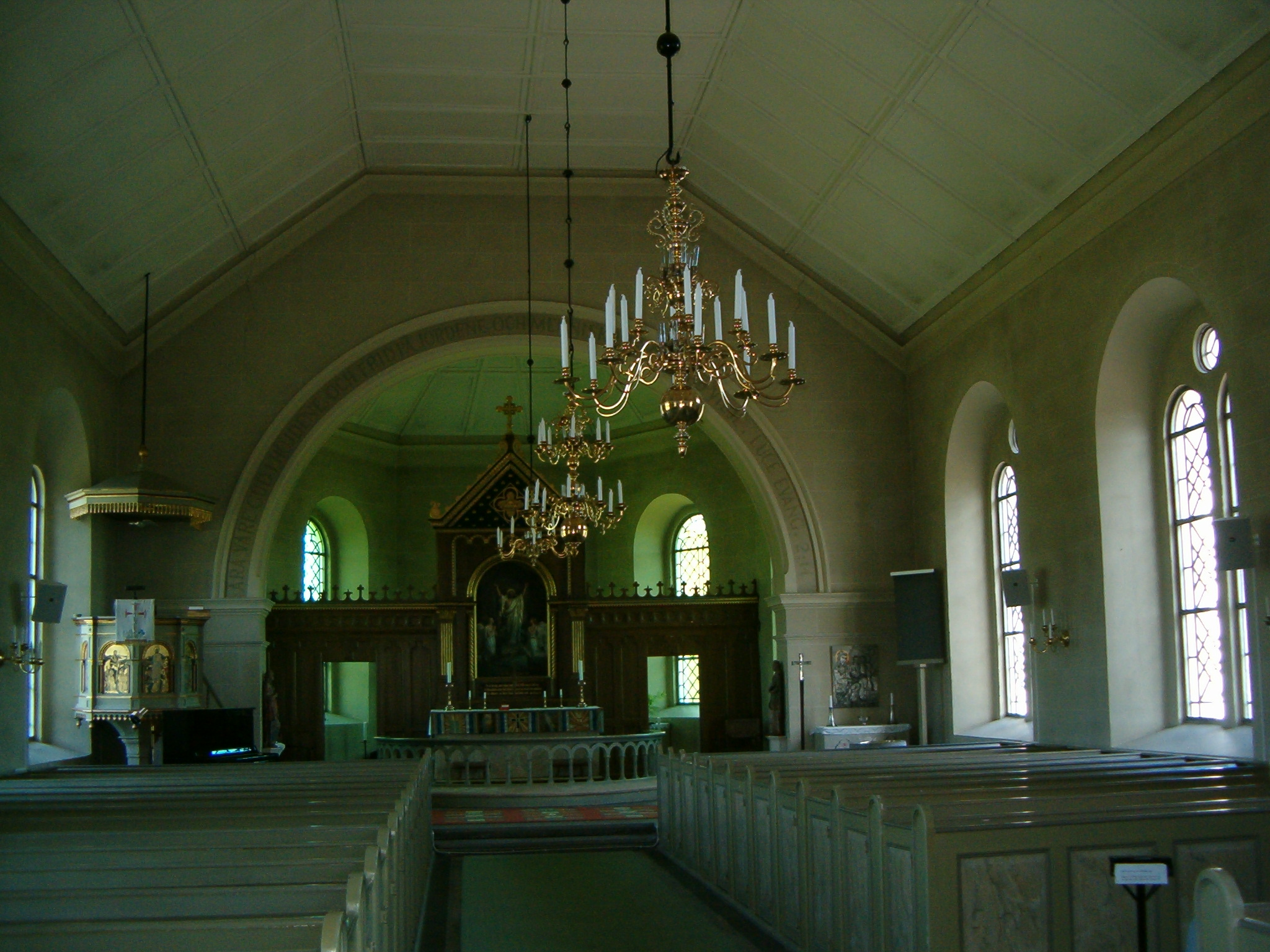
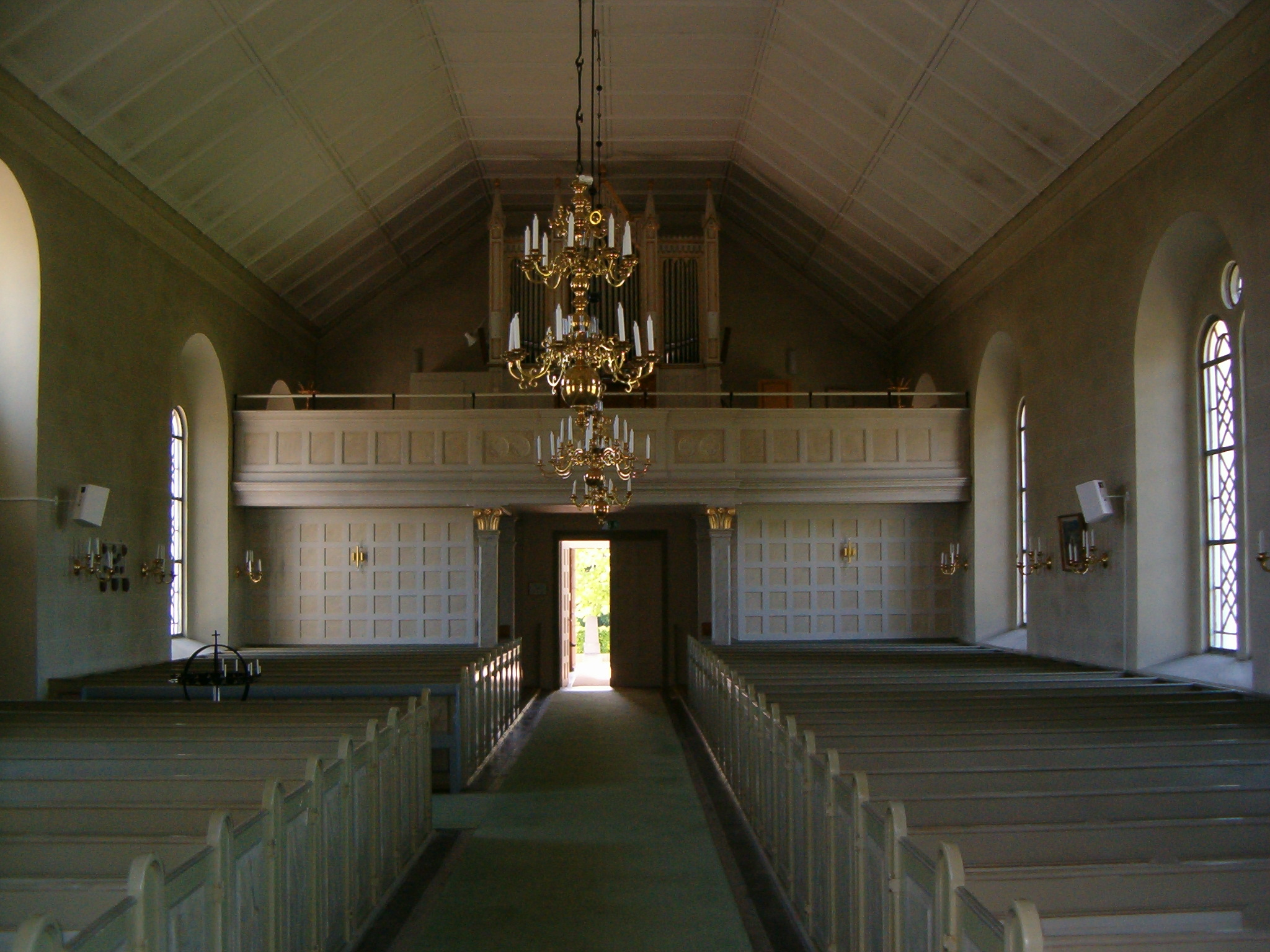
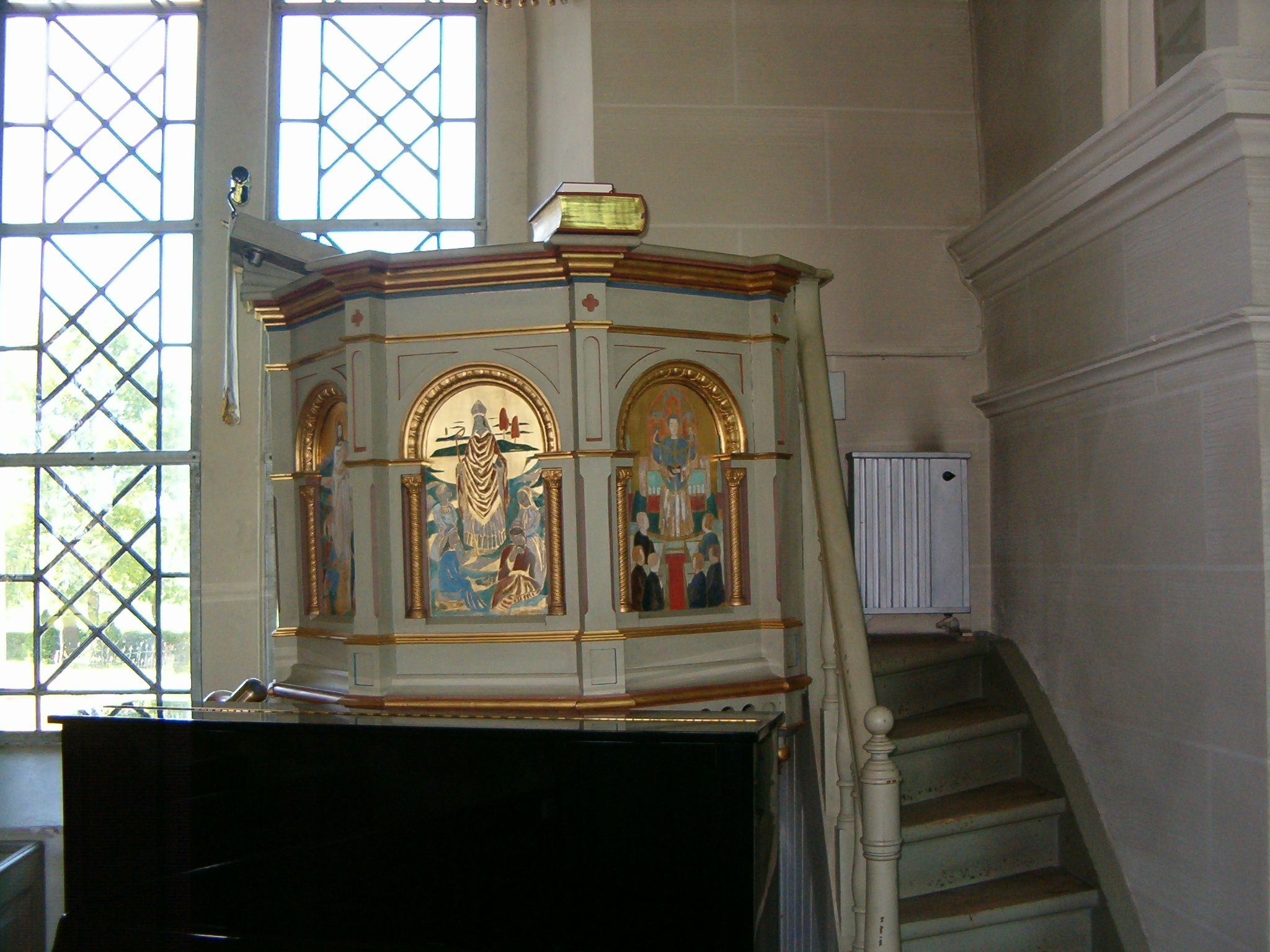
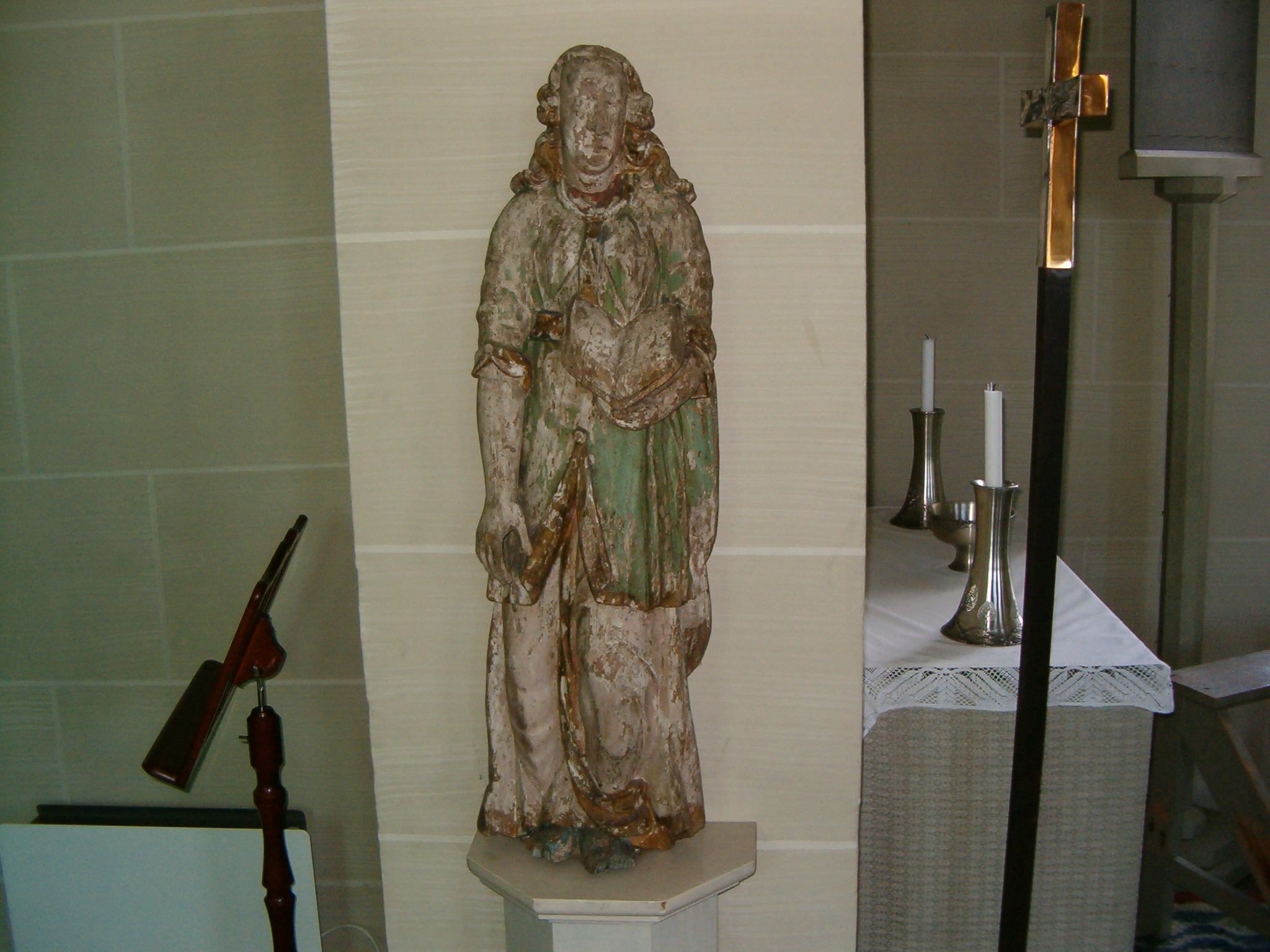
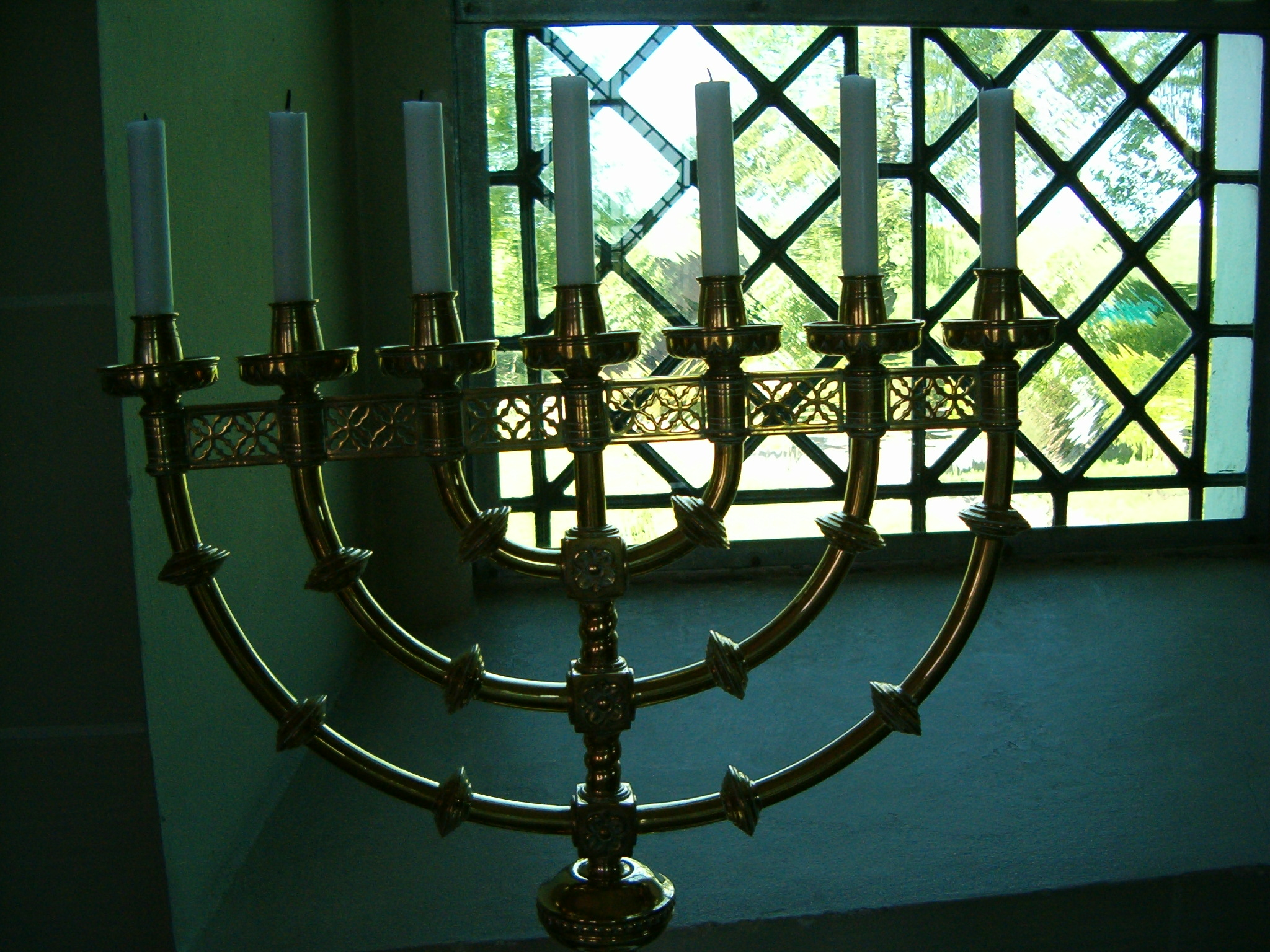

Invändigt kyrkan i juni 2006: